# Adolf Theis (Politiker)
Adolf Theis (* 8. Dezember 1842 in Gladenbach; † 14. März 1924 ebenda) war ein deutscher Kaufmann und Mitglied des Provinziallandtages der Provinz Hessen-Nassau.

## Leben
Adolf Theis wurde als Sohn des Abgeordneten Christian Theiss (1802–1873) und dessen Ehefrau Christine Louise Jüngst geboren und war in seiner Heimatstadt Gladenbach als Kaufmann tätig, als er 1875 als Nachfolger seines Vaters Mitglied des Kreistages des Kreises Biedenkopf wurde, dem er über 45 Jahre angehörte. Dabei setzte er sich besonders für die Verbesserung der Verkehrswege ein. 
Von 1886 bis 1920 hatte er ein Mandat für den Nassauischen Kommunallandtag des Regierungsbezirks Wiesbaden bzw. für den Provinziallandtag der Provinz Hessen-Nassau, wo er von 1886 bis 1897 stellvertretendes Mitglied des Landesausschusses war. 
Von 1920 an war er Mitglied der Deutschen Volkspartei und  Alterspräsident des Parlamentes.